# كو فا نجان
كو فا نجان هي جزيرة تقع في خليج تايلاند في محافظة سورات ثاني،جنوب تايلاند.